# الانتخابات العامة الأردنية 1967

الانتخابات الأردنية 1967 أُجريت في الأردن في تاريخ 15 أبريل من عام 1967 م. ولأن الأحزاب السياسية في البلاد في ذلك الوقت كانت ممنوعة؛ فإن جميع المرشحين كانوا مستقلِّين. وقد بلغت نسبة التصويت 70%.